# Gísli Brynjúlfsson
Gísli Gíslason Brynjúlfsson (* 3. September 1827 in Ketilsstaðir á Völlum; † 29. Mai 1888 in Kopenhagen) war ein isländischer Schriftsteller. Er gilt als der erste politische Dichter Islands.

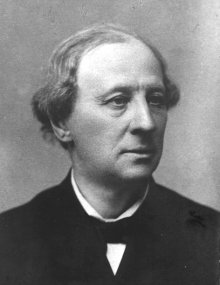
Gísli Brynjúlfsson

## Leben
Gísli war der Sohn eines Pfarrers und besuchte bis 1845 das Gymnasium in Bessastaðir. Danach ging er nach Dänemark, um in Kopenhagen Rechtswissenschaft und Philologie zu studieren. Gemeinsam mit Jón Þórðarson Thoroddsen gab er dort politische Schriften heraus. Ab 1848 war er Stipendiat in der Arnamagnäischen Sammlung, bis er 1874 zum Dozenten für Islandistik ernannt wurde.
Zu seinem Werk gehören politische Essays, die sich mit isländischer, dänischer, aber auch ausländischer Politik befassen, sowie politische Gedichte und Liebeslyrik. Er schrieb überwiegend in isländischer Sprache, aber auch einzelne Gedichte auf Dänisch, Deutsch und Englisch. Ferner übersetzte er auch Gedichte ins Isländische, insbesondere aus dem Altgriechischen und dem Englischen. Unter den von Gísli übertragenen Gedichten sind auch einige von George Gordon Byron, der zu seinen wesentlichen Einflüssen als Dichter zählte.
Gíslis Gedichte erschienen zu seinen Lebzeiten in Anthologien und Zeitschriften. Erst 1891 erschien postum eine Auswahl seiner Gedichte in Buchform.